# Jens Hendrik Djurhuus
Jens Hendrik Djurhuus, född den 18 mars 1799 i Kollafjørður, död där den 12 februari 1892, var en färöisk bonde, politiker och diktare, son till Jens Christian Djurhuus.
Som sin far ägnade han sig åt diktning av färöiska ballader. Åren 1852-1855 var han ledamot av Färöarnas lagting.